# Tamon Jirō

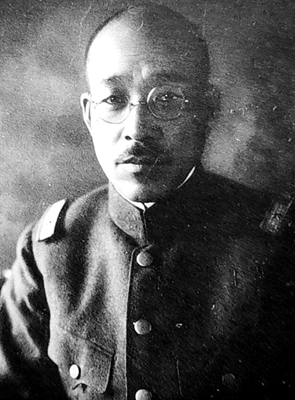
Tamon Jirō

Tamon Jirō (jap. 多門 二郎; * 28. September 1878 in der Präfektur Shizuoka, Japanisches Kaiserreich; † 24. November 1934) war ein Generalleutnant der Kaiserlich Japanischen Armee.

## Leben
Der in der Präfektur Shizuoka geborene Tamon schloss im Jahr 1898 den 11. Jahrgang der Heeresoffizierschule als Leutnant ab und nahm später am Russisch-Japanischen Krieg teil. Nach dem Krieg besuchte er die Heereshochschule, deren 21. Jahrgang er 1909 abschloss. Im Anschluss hieran war er Stabschef der 6. Division. Nachdem er für einige Zeit das Kommando über das 62. Infanterieregiment übernommen hatte, unternahm er eine sechsmonatige Reise durch Europa, bevor er 1920 das Kommando über das 27. Infanterieregiment übernahm, welches sich im Zuge der Sibirischen Intervention in Russland aufhielt. Während der Intervention befehligte er später die so genannte Einsatzgruppe Tamon, welche nach dem Nikolajewsk-Zwischenfall die Entsatzstreitmacht für Nikolajewsk am Amur darstellte. Im Anschluss hieran wurde er bis 1921 dem Stab des Sachalin-Expeditionskorps zugeteilt.
Von 1921 bis 1922 hatte Tamon das Kommando über das 2. Regiment, bevor er bis 1924 Stabschef der 4. Division wurde. Danach wurde er kurzzeitig Kommandeur der 6. Infanteriebrigade (9. Division) bevor er nach einer kurzen Zeit an der Heereshochschule von Mai 1925 bis Juli 1927 Chef des 4. Büro für Militärgeschichte des Generalstabschefs des Heeres wurde. An diese Verwendung schloss sich ein erneuter Dienst an der Heereshochschule an. Nachdem er bis August 1929 Direktor dieser war, übernahm er im Anschluss bis Dezember 1930 den Posten des Kommandanten der Heereshochschule.
1930 wurde der inzwischen zum Generalleutnant beförderte Tamon in die Mandschurei versetzt, wo er Kommandierender General der 2. Division wurde. Mit dieser nahm er an den meisten größeren Gefechten und Schlachten während der japanischen Besetzung der Mandschurei teil.
Im Jahr August 1933 wurde Tamon von seinem Posten abberufen und in die Reserve versetzt, nahm jedoch noch im selben Jahr seinen Abschied und ging in den Ruhestand. Er starb bereits im folgenden Jahr.

## Bibliografie
Von ihm stammen zwei Bücher über den Russisch-Japanischen Krieg:
- 予ガ参加シタル日露戦役 („Meine Teilnahme am Russisch-Japanischen Krieg“). Heiji-Zasshi-sha, Tokio 1910.
  - Neuauflage als: 日露戦争日記 („Tagebuch des Russisch-Japanischen Kriegs“). Fuyō Shobō, Tokio 2004, ISBN 4-8295-0347-5.
- 弾雨を潜りて („Durch den Kugelhagel“). Oda Shoten, Tokio 1927.